# Iglesia de Sant Andreu del Castell (Tona)

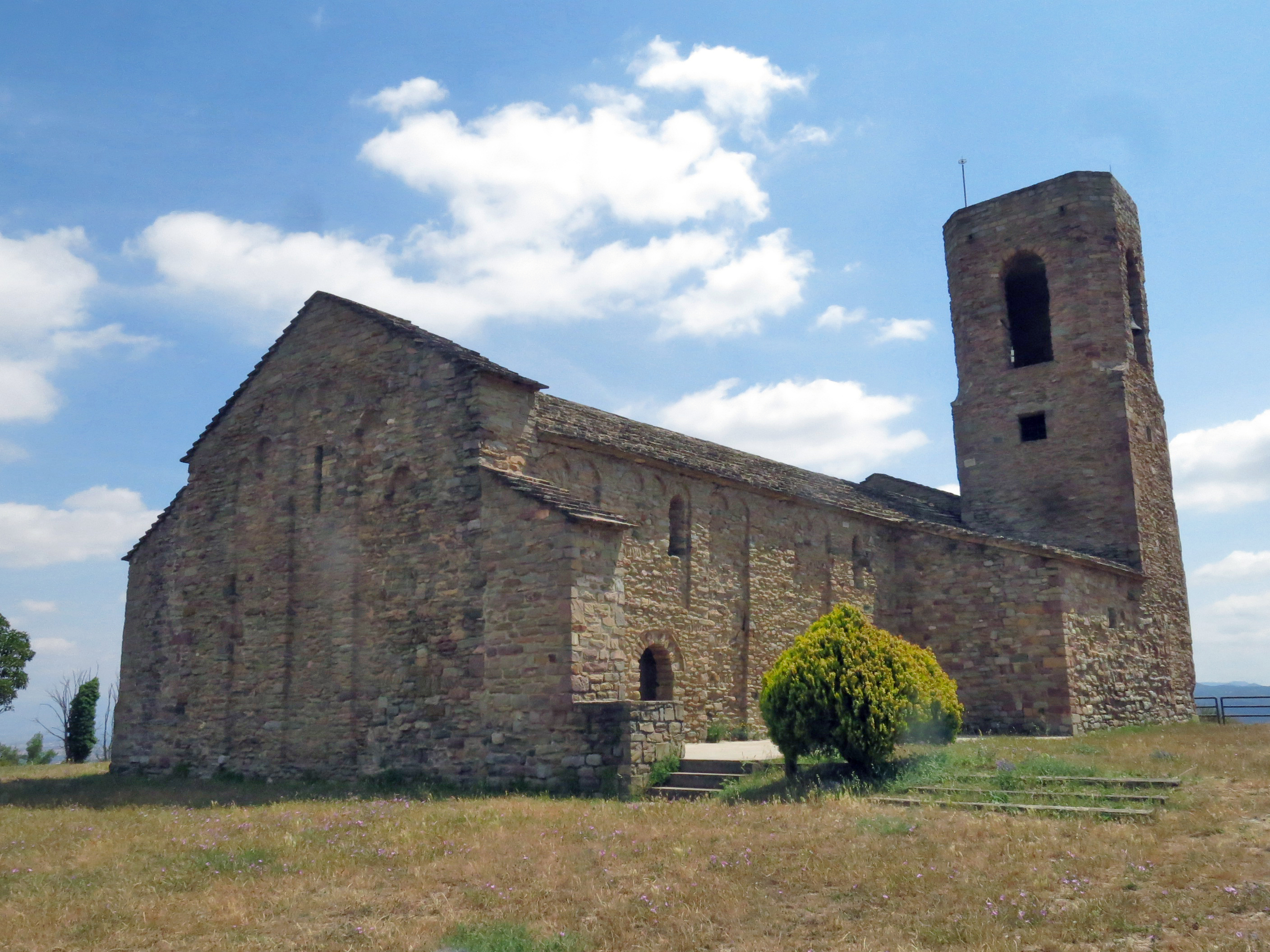
Sant Andreu del Castell de Tona.

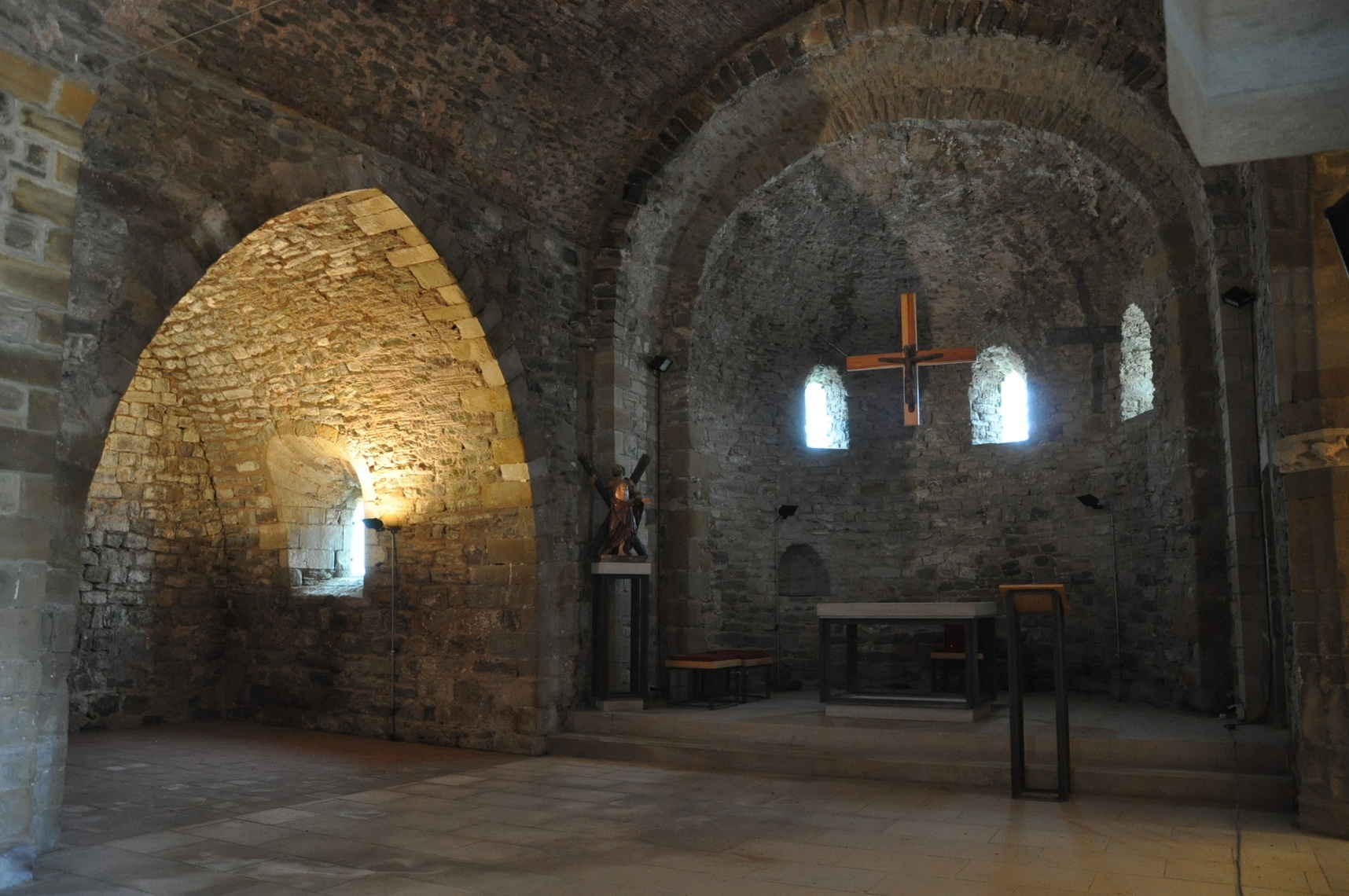
Interior.

La iglesia de Sant Andreu del Castell de Tona, se encuentra cercana a la población de Tona en la comarca catalana de Osona. A su lado se encuentran los restos del antiguo castillo de Tona.

## Historia
La iglesia documentada por su consagración en el año 889, fue substituida por otra de arquitectura lombarda, datada en la primera mitad del siglo XI.
Se hicieron reformas posteriores, durante los siglos XVII y XVIII, añadiendo capillas laterales, un campanario y la portada renacentista. El culto se mantuvo hasta el siglo XVIII, que se trasladó a la iglesia de Santa Maria del Barri o llamada también Ermita de Lurdes. En unas excavaciones arqueológicas, efectuadas en el año 1943, se encontraron restos de la antigua iglesia del siglo IX, tumbas antropomorfas, monedas y un capitel prerrománico, que se conservan en el museo de Tona.
En 1988 la restauró la Generalidad de Cataluña. En 2011 la iglesia fue de nuevo objeto de obras.

## El edificio
Es de una sola nave, cubierta con bóveda de cañón, en la cabecera con un ábside semicircular con tres ventanas, una tapada por el campanario, por lo que no se aprecia en el exterior. La capilla de la izquierda tiene una bóveda apuntada y en la de la derecha, la tiene de crucería con el campanario al lado, de torre de planta rectangular.
En el exterior, el ábside está decorado con arcuaciones ciegas entre lesenas (propio de la arquitectura lombarda); la misma decoración se repite en los muros del norte y del sur. En la parte del oeste las arcuaciones se adaptan a la forma de la cubierta del edificio. Tiene también en esta fachada, centrada, una ventana en forma de cruz. La puerta de entrada con arco de medio punto se encuentra en el muro sur.